# Doak Walker
Ewell Doak Walker Jr. (Dallas, 1º gennaio 1927 – Steamboat Springs, 27 aprile 1998) è stato un giocatore di football americano statunitense che ha giocato nel ruolo di halfback per tutta la carriera con i Detroit Lions della National Football League (NFL). Al college ha giocato a football alla Southern Methodist University. È stato inserito nella Pro Football Hall of Fame nel 1998.

## Carriera universitaria
Walker frequentò la Southern Methodist University (SMU), dove giocò come running back, defensive back e placekicker. Inoltre passò e ricevette passaggi, calciò i punt e giocò come kick returner. Fu votato per tre volte come All-American, nel 1947, 1948 e 1949. Nel 1947 vinse il Maxwell Award e nel 1948, dopo aver stabilito il record NCAA per yard corse in una stagione, il prestigiosissimo Heisman Trophy, il premio riservato al miglior giocatore universitario della nazione. L'impatto di Walker a SMU e sul football nell'area di Dallas fu tale che il Cotton Bowl fu soprannominato "La casa costruita da Doak." Nel 2007 fu classificato da ESPN al quarto posto tra i migliori 25 giocatori universitari di tutti i tempi.

## Carriera professionistica
Walker fu scelto come terzo assoluto nel Draft NFL 1949 dai Detroit Lions, dove ritrovò il suo compagno di squadra alla scuola superiore Bobby Layne, un altro futuro Hall of Famer. Malgrado la relativamente piccola stazza, Walker fu inserito quattro volte nella formazione ideale della stagione All-Pro, contribuendo alla vittoria di due campionati NFL coi Lions. Guidò due volte la NFL in punti segnati (1950 e 1955), concludendo la propria carriera con 534 punti segnati (330 dei quali da field goal ed extra point). Si ritirò dopo la stagione 1955.

## Palmarès

### Franchigia
- Campionati NFL : 2

Detroit Lions: 1952, 1953

### Individuale
- (5) Pro Bowl (1950, 1951, 1953, 1954, 1955)
- (5) All-Pro (1950, 1951, 1953, 1954, 1955)
- Rookie dell'anno (1950)
- Heisman Trophy (1948)
- Maxwell Award (1947)
- Numero 37 ritirato dai Detroit Lions
- Pro Football Hall of Fame (classe del 1998)
- College Football Hall of Fame

## Statistiche
| Yard su corsa      | 1.520 |
| Touchdown su corsa | 33    |